# 1983년 텔레비전 애니메이션 목록
다음은 1983년에 방송된 텔레비전 애니메이션이다.

## 일본
| 제목                                         | 화수 | 방송 기간 | 채널         | 비고 |
| -------------------------------------------- | ---- | --------- | ------------ | ---- |
| 알프스이야기 나의 안네트                     |      | 1983년    | 후지TV       |      |
| 미래경찰 우라시맨                            |      | 1983년    | 후지TV       |      |
| 캡틴 (시리즈)                                |      | 1983년    | 니혼TV       |      |
| 아공대작전 스랑글                            |      | 1983년    | 아사히TV     |      |
| 성전사 단바인                                |      | 1983년    | 나고야TV     |      |
| 나는 개로소이다. 마쓰고로의 생활             |      | 1983년    | 후지TV       |      |
| 사랑해 나이트                                |      | 1983년    | 아사히TV     |      |
| 광속전신 알베가스                            |      | 1983년    | 도쿄TV       |      |
| 미유키                                       |      | 1983년    | 후지TV       |      |
| 장갑기병 보톰즈                              |      | 1983년    | 도쿄TV       |      |
| 나나코 SOS                                   |      | 1983년    | 후지TV       |      |
| 근육맨                                       |      | 1983년    | 니혼TV       |      |
| 만화 일본사                                  |      | 1983년    | 니혼TV       |      |
| 미무 여러 가지 꿈의 여행                     |      | 1983년    | TBS          |      |
| 호호아줌마                                   |      | 1983년    | NHK          |      |
| 파맨                                         |      | 1983년    | 아사히TV     |      |
| 컴퓨터여행 탐정단                            |      | 1983년    | 도쿄TV       |      |
| 은하질풍 사스라이거                          |      | 1983년    | 도쿄TV       |      |
| 독수리 샘                                    |      | 1983년    | TBS          |      |
| 이타다키맨                                   |      | 1983년    | 후지TV       |      |
| 레디 죠지!                                   |      | 1983년    | 아사히TV     |      |
| 나인                                         |      | 1983년    | 후지TV       |      |
| 스톱! 히바리군!                              |      | 1983년    | 후지TV       |      |
| 벰벰 헌터 코텐구텐마루                       |      | 1983년    | 후지TV       |      |
| 프라레스 산시로                              |      | 1983년    | TBS          |      |
| 퓨어섬의 동료들                              |      | 1983년    | 니혼TV       |      |
| 천사소녀 새롬이                              |      | 1983년    | 니혼TV       |      |
| 초시공세기 오거스                            |      | 1983년    | 일본TV       |      |
| 사이코아머 고바리안                          |      | 1983년    | 도쿄TV       |      |
| 캐츠아이                                     |      | 1983년    | 니혼TV       |      |
| 닥터 맘보&괴도 지바코 우주로부터 사랑을 담아 |      | 1983년    | 후지TV       |      |
| 기갑창세기 모스피다                          |      | 1983년    | 후지TV       |      |
| 이상한 나라의 앨리스                         |      | 1983년    | 도쿄TV       |      |
| 타오타오 회본관 세계동물이야기               |      | 1983년    | 도쿄TV       |      |
| 특장기병 도르바크                            |      | 1983년    | 후지TV       |      |
| 만화 이솝우화                                |      | 1983년    | 도쿄TV       |      |
| 캡틴 츠바사                                  |      | 1983년    | 도쿄TV       |      |
| 이가노 카바마루                              |      | 1983년    | 니혼TV       |      |
| 은하표류 바이팜                              |      | 1983년    | 마이니치방송 |      |
| 아기 사슴 이야기                             |      | 1983년    | NHK          |      |
| 나인2 연인선언                               |      | 1983년    | 후지TV       |      |

## 참고 문헌
- 야마구치 야스오 (2005). 《일본 애니메이션 역사》. 미술문화. 228-229쪽.